# Římskokatolická farnost Děčín-Podmokly

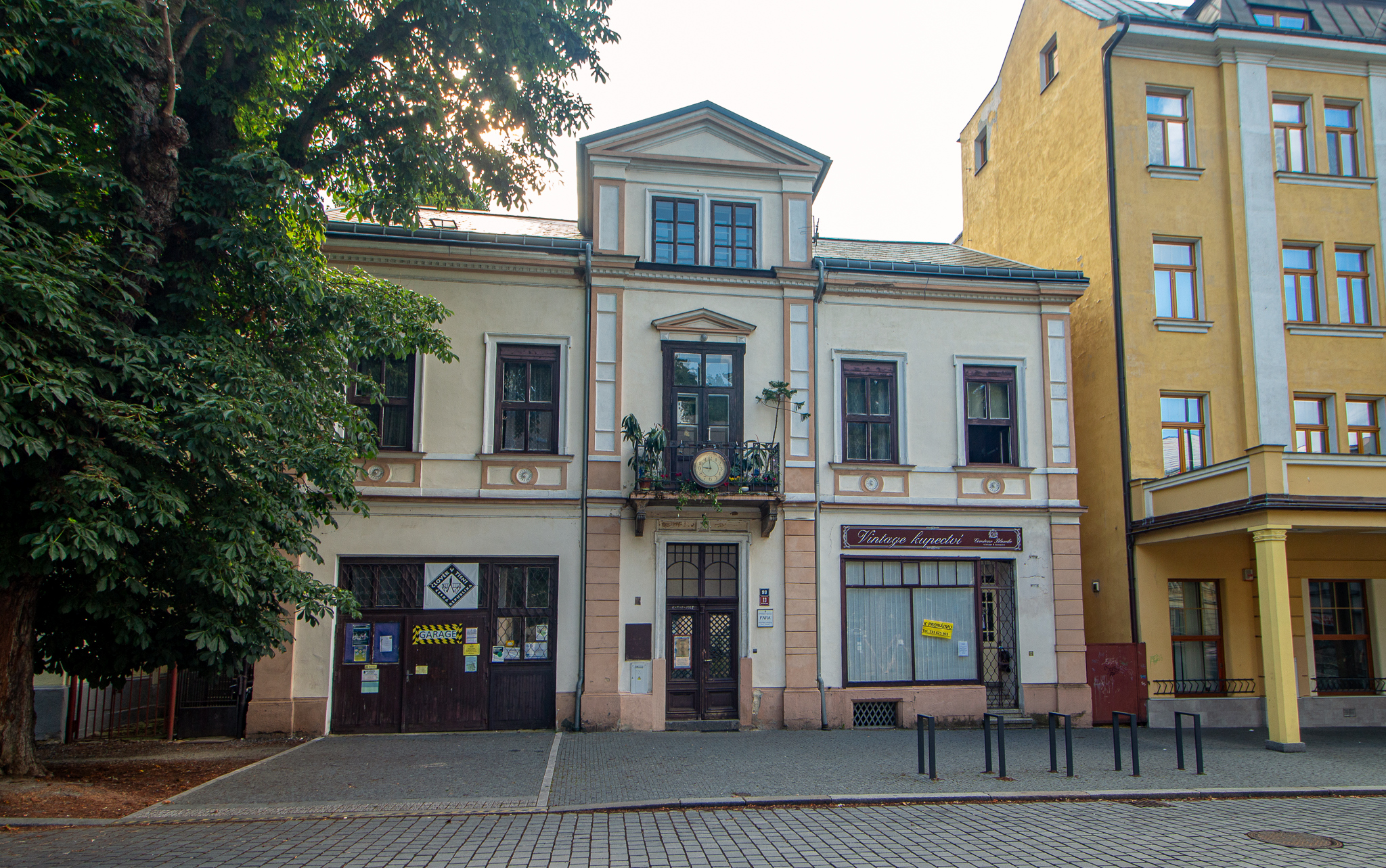
Budova fary v Děčíně-Podmoklech

Římskokatolická farnost Děčín-Podmokly (něm. Tetschen-Bodenbach, lat. Rosawitium) je církevní správní jednotka sdružující římské katolíky na území městské části Děčín-Podmokly a v jejím okolí. Organizačně spadá do děčínského vikariátu, který je jedním z 10 vikariátů litoměřické diecéze. Centrem farnosti je kostel svatého Františka z Assisi v Děčíně-Podmoklech.

## Historie farnosti
Již v roce 1384 byla ve farní lokalitě plebánie, která však zanikla za husitských válek. Matriky jsou pro místo vedeny od roku 1596. Farnost byla kanonicky zřízena v roce 1702.

### Duchovní správcové vedoucí farnost
Začátek působnosti jmenovaného v duchovní správě farnosti od roku:
- Herman, † 1363
- 1363 Jan z Děčína
- 1382 P. Apeczko
- 1394 Petr z Ostrče
- 1403 Joannes
- 1405 Conradus
- 1409 Adalbert
- 1416 Vitus Knobloch
- 1421 Nicolaus
- 1425 Joannes
- 1551 Martin. Laurentius
- 1559 protestanti
- 1686 Joann. Franc. Huber
- do r. 1702 Děčín
- 1702 Joann. Georg. Hampel
- 1710 Joann. Langhaus
- 1716 Franc. Zinke
- 1737 Franc. Stolz
- 1751 Joan. Friedr. Eichert, † 10. 2. 1792
- 1793 Jos. Zenker, † 15. 8. 1816
- 1817 par. vacat,[p 2] cap. Philipp. Degel
- 1818 Philipp. Degel, nar. 1. 8. 1782 Most, o. 8. 9. 1805
- 1833 par. vacat,[p 2] cap. Car. Wettengel
- 1833 Joan. Woehle, nar. 1. 1. 1788 Stružnice, o. 7. 8. 1813, † 12. 11. 1871
- 1871 Guil. Kessler, nar. 21. 9. 1820 Neuohlisch, o. 25. 7. 1845, † 27. 8. 1887
- 1888 par. vacat,[p 2] admin. int. Jos. Hackel
- 20. 12. 1888 Karl Gröschel, nar. 30. 1. 1846 Liesdorf, o. 23. 7. 1870, osobní děkan, † 25. 3. 1912
  - po r. 1906 František Koucký, kaplan
  - po r. 1909 Karl Stephan Müller, vicarius cooperator
- 1912 Anton. Mildner, nar. 2. 6. 1874 Karolinsthal, o. 5. 3. 1899
- 1934 par. vacat,[p 2] admin. interc. Joan. Kindermann
- 1935 Gustav Elsner, nar. 29. 9. 1889 Borkendorf, o. 16. 7. 1911
- od 1946 Karel Kvítek, † 1952
- 1954 Jaroslav Drábek (v roce 1967 odešel do Roždalovic, kde byl až do penze; dále sloužil jako výpomocný duchovní v Sánech s excur. Ohaře, kde zemřel)
- 1967 Mojmír Melan
- 1. 7. 1990 František Jirásek, farář[2]

Kromě kněží stojících v čele farnosti, působili ve farnosti v průběhu její historie i jiní kněží. Většinou pracovali jako farní vikáři, kaplani, katecheté, výpomocní duchovní aj.

#### Galerie duchovních

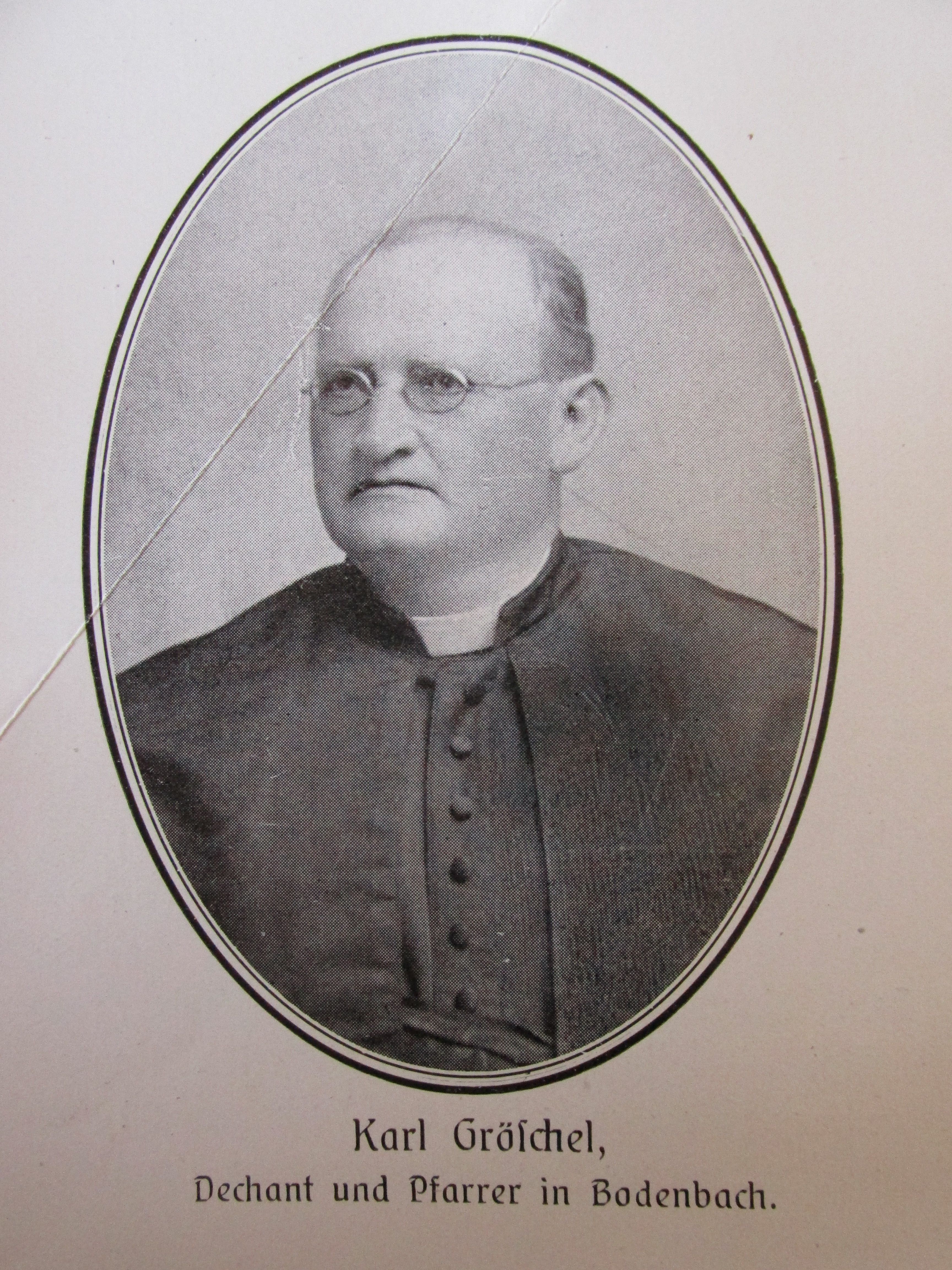
Karl Gröschel
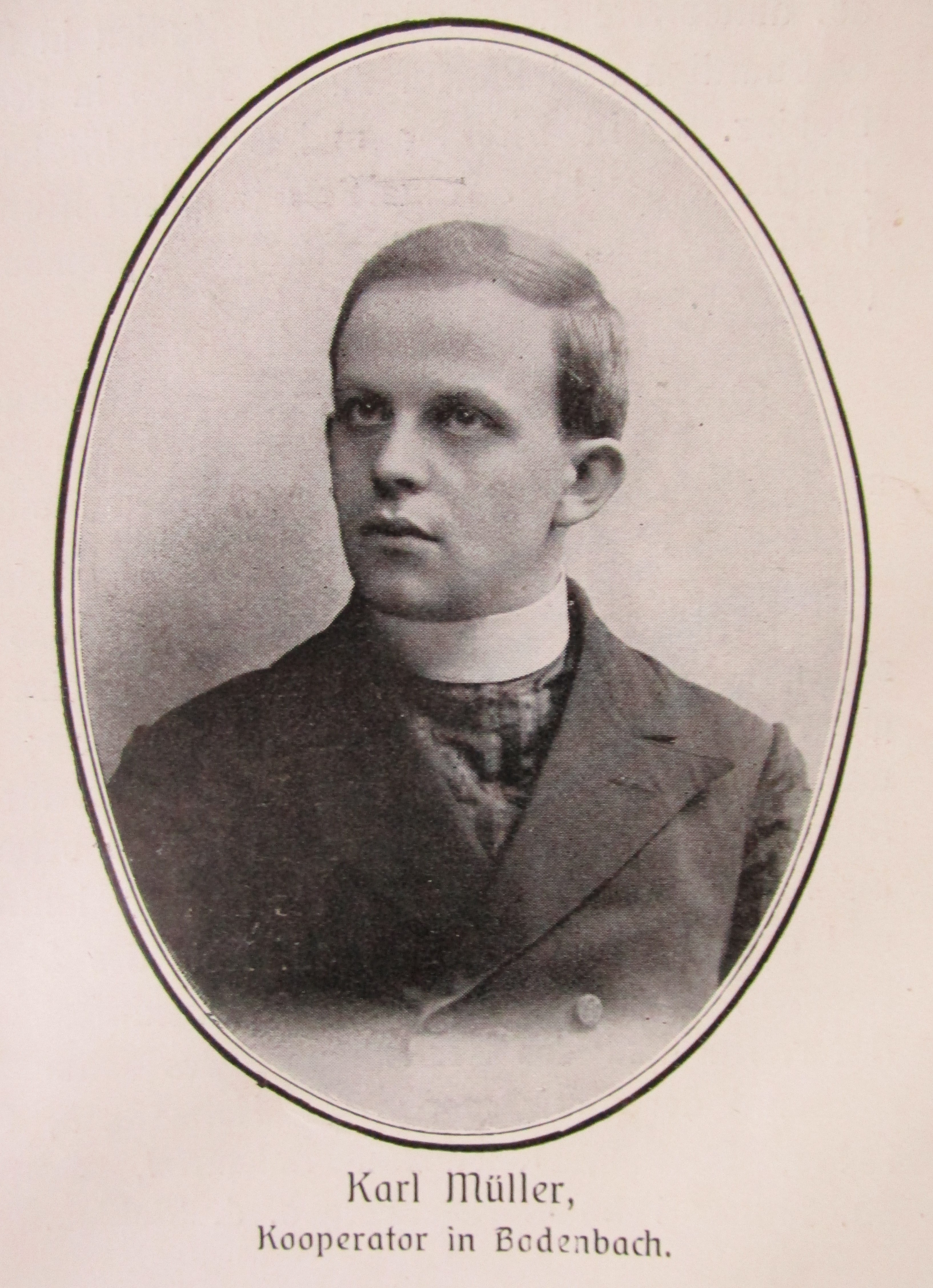
Karl Müller
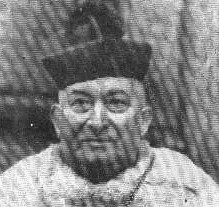
František Koucký
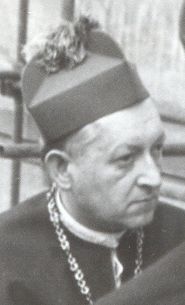
Mojmír Melan

## Území farnosti
Do farnosti náleží území těchto obcí:
- Dolní Oldřichov (Nieder Ullgersdorf[p 3])
- Horní Oldřichov (Oberullgersdorf[p 3])
- Horní Žleb (Obergrund[p 3])
- Chmelnice (Hopfengarten[p 3])
- Chrochvice (Kroglitz[p 3])
- Jesenice (Herbstwiese[p 3])
- Krásný Studenec (Schönborn[p 3])
- Podmokly (Bodenbach[p 3])
- Popovice (Pfaffendorf[p 3])
- Prostřední Žleb (Mittelgrund[p 3])
- Přípeř (Peiperz[p 3])
- Rozbělesy (Rosawitz[p 3])
- Václavov (Wenzelsdorf[p 3])
- Vilsnice (Wilsdorf[p 3])

## Římskokatolické sakrální stavby na území farnosti
| | Fotografie | Stavba                             | Místo           | Bohoslužby                      | Zeměpisné souřadnice             | Status                | Číslo kulturní památky           |
| Kostely | Kostely    | Kostely                            | Kostely         | Kostely                         | Kostely                          | Kostely               | Kostely                          |
| --- | ---------- | ---------------------------------- | --------------- | ------------------------------- | -------------------------------- | --------------------- | -------------------------------- |
| 1. |            | Kostel sv. Františka z Assisi      | Podmokly        | bližší informace o bohoslužbách | 50°46′29″ s. š., 14°11′54″ v. d. | farní kostel          | 105918 (Pk•MIS•Sez•Obr•WD)       |
| 2. |            | Kostel sv. Václava                 | Rozbělesy       | bližší informace o bohoslužbách | 50°45′48″ s. š., 14°12′8″ v. d.  | původně farní kostel  | 18577/5-4101 (Pk•MIS•Sez•Obr•WD) |
| Kaple |            |                                    |                 |                                 |                                  |                       |                                  |
| 3. |            | Kaple Andělů Strážných             | Prostřední Žleb | bližší informace o bohoslužbách | 50°48′21″ s. š., 14°13′43″ v. d. | kaple                 | –                                |
| 4. |            | Kostel sv. Jana Nepomuckého        | Podmokly        | bohoslužby příležitostně        | 50°46′1″ s. š., 14°11′15″ v. d.  | obecní kostel         | 37356/5-4102 (Pk•MIS•Sez•Obr•WD) |
| Zaniklé objekty |            |                                    |                 |                                 |                                  |                       |                                  |
| 5. |            | Kostel sv. Michaela                | Krásný Studenec | nelze sloužit                   | 50°45′47″ s. š., 14°9′33″ v. d.  | zbořený kostel        | –                                |
| 6. |            | Kaple Nejsvětějšího Srdce Ježíšova | Horní Žleb      | nelze sloužit                   |                                  | zrušená zámecká kaple | –                                |
| Některé drobné sakrální stavby a pamětihodnosti lze dohledat zde v databázi Drobné sakrální památky Zaniklé sakrální stavby lze dohledat zde v databázi Poškozené a zničené kostely, kaple a synagogy v České republice |            |                                    |                 |                                 |                                  |                       |                                  |

Ve farnosti se mohou nacházet i další drobné sakrální stavby, místa římskokatolického kultu a pamětihodnosti, které neobsahuje tato tabulka.

## Farní obvod
Z důvodu efektivity duchovní správy byl vytvořen farní obvod (kolatura) sestávající z přidružených farností spravovaných excurrendo z Děčína IV-Podmokel. 
Přehled těchto kolatur je v tabulce farních obvodů děčínského vikariátu.